# سيرجيو تامايو
سيرجيو تامايو (بالإسبانية: Sergio Fernández Tamayo)‏ (28 مارس 1991 في إسبانيا - ) هو لاعب كرة قدم إسباني في مركز الهجوم. لعب مع نادي بودابست ونادي لوجرونيس.

## وصلات خارجية
- سيرجيو تامايو على موقع قاعدة بيانات كرة القدم.إي يو (الإنجليزية)
- سيرجيو تامايو على موقع Soccerway.com (الإنجليزية)